# Рыбачий (Воронеж)
Рыбачий (Рыбачье) — бывший посёлок в черте города Воронеж, административно входящий в Центральный район города. На территории поселка находится Потребительский Кооператив рыболовов-любителей «Маяк-1». Граничит со спортивно-оздоровительным комплексом «Олимпик», а также государственным природным заказником областного значения «Воронежская нагорная дубрава», который пролегает по побережью Воронежского водохранилища, от санатория имени Горького до Рамонского района.

## История и правовой статус
История посёлка начинается в 1892 году, когда на этом месте впервые началось строительство. 14 июня 1932 года считается датой основания поселка. В течение XX века участки в посёлке выдавались заслуженным жителям Воронежа — творческой интеллигенции, фронтовикам и номенклатурным работникам. Потому некоторые называют поселок «воронежским Переделкино». С 1997 года территория принадлежит Потребительскому Кооперативу рыболовов-любителей «Маяк-1», таким образом все строения являются временными, а их хозяева — временные арендаторы.

## Конфликты
В 2015 году Управление Росприроднадзора проводила проверку по факту перекрытия свободного доступа людей к воде, а также самовольного занятия прибрежной зоны. Летом 2020 года, в СМИ появилась информация, что въезд на территорию поселка был ограничен. Местные жители объяснили эту меру попыткой избавиться от излишнего внимания «непрошеных гостей».